# Jimmy Cool
Jimmy Two-Shoes (popular cunoscut sub numele JTS. În Europa Centrală și de Est, Scandinavia, Spania și Germania ca Jimmy Cool și în Italia, ca Jimmy Jimmy) este un serial de televiziune canadian animat difuzat pe Disney XD în Statele Unite, Teletoon în Canada, iar Jetix în Regatul Unit (de 19 august 2009, rebranduit ca Disney XD). Seria s-au axat pe isprăvile personajul principal entuziast Jimmy, care locuiește în Orașul Suferinței, un oraș mizerabil umplut cu monștri și creaturi de demoni cum ar fi. Seria a fost creat de Edward Kay și Sean Scott. Seria este evaluat G în Canada și TV-Y7 în Statele Unite ale Americii. Spectacolul a avut premiera inițial la 21 februarie 2009 privind Canada, cu ultimul episod a avut premiera pe 5 aprilie 2012; emisiunile sunt încă rulați. În Statele Unite, a avut premiera la 13 februarie același an, care se încheie centrare de la 15 iulie 2011, se întinde de 2 sezoane. Seria a avut premiera pe 13 iulie 2009 privind Jetix CEE, precum și episoade ulterioare în cazul în care a avut premiera la Rebrand la Disney Channel. Două sezon de desene animate nu a fost numit în română.

## Idee de bază
Serialul urmareste aventurile unui băiat pe nume "Jimmy Cool", un adolescent fericit și norocos care face misiunea sa de a găsi distracție oriunde se duce. Aceasta este o provocare deoarece Jimmy locuieste in Orasul Suferentei, cei mai nefericiți orașul în jurul valorii de, condus de megaloman Lucius atroce al șaptelea. Orasul Suferentei are o industrie principal: Fabrica Suferinței, furnizori de produse putrede garantate de a provoca durere; și ei nu vin cu o garanție de bani înapoi. Împreună cu cei mai buni prieteni Heloise (fata geniu, suflet de cereale care îl adoră secret) și Beezy (iubitor de aventură, canapea de cartofi, și cel mai bun prieten definitiv lui Jimmy), Jimmy este hotărât să naviga dribleze toate obstacolele și să aducă entuziasmul său molipsitor la întreg oraș.

## Personaje

### Jimmy Cool
James "Jimmy" Cool este protagonistul omonim de desene animate Jimmy Cool. El este un băiat de 15 ani, mereu optimist, care caută fior. Jimmy este inalt, are părul blond și un decalaj în dinți. Poartă o cămașă de culoare verde deschis și o pereche de blugi. El are misiunea de a răspândi fericire la Orasul Suferentei, care-i un iritare sursă de Lucius atroce VII, care porecle Jimmy "Lucy" . El este adesea vazut facand activitati extreme in ciuda avertismentelor Heloise lui. Jimmy este, de asemenea, foarte usor de distras și întotdeauna crede că poate face ceva distractiv. Unul dintre lucrurile preferate lui Jimmy de atractie este stea cu cei mai buni prieteni Beezy și Heloise. El acționează de multe ori înainte de a crede. În "Catalogul Suferința" se arată el poate avea probleme financiare. Jimmy are, de asemenea, curaj și își va intensifica rapid într-o situație de pericol viata pentru a ajuta oamenii. Identitatea lui super-erou este putere caracatita, în care el a aduna un "amplificator mușchi" caracatita pe baza de inventat de Heloise, cu un set de mănuși violet și o mască. Principalele competențe sale sunt de fotografiere cerneală din tentaculele caracatita și el se poate purta in tentaculele ca o pereche de brațe.
Jimmy este, de asemenea, uită și lent minte faptul că Heloise are o pasiune pentru el, chiar și atunci când ea încearcă să facă evident, oarecum datorită faptului că ori de câte ori încearcă să facă ceva frumos, se intoarce impotriva mereu și apoi la un plan de rău . Jimmy este singurul din Orasul Suferentei care nu se teme de Heloise pentru propria sa "rațiunii". El e singurul care îi dă orice compasiune. Cu toate acestea, el a arătat unele afecțiune pentru ea de mai multe ori. El a fost îngrijorat ei pierde slujba în "Catalogul de Suferința". El a completat pe rochia ei în "Parfum de atroce" și el a fost singurul care a vrut să o salveze în "Henious vs Clown". În "Secret admirator Heloise lui" Jimmy, de fapt par a fi gelos când a aflat Heloise a fost intalniri Peep (Jamie Two-Squirrels în limba engleză) și le tulpină toată ziua. Jimmy este destul de naiv și ușor de păcălit. Este dovedit a fi aproape imposibil să-l supărat (unele dintre singurele lucruri care îl fac supărat sunt unt si muraturi), și el este destul de ignorant de greșelile în altele. Jimmy enervează uneori alte caractere în special Lucius. Jimmy și Heloise par a fi doar "oameni" în Orasul Suferentei (Nu personaje au menționat acest lucru în spectacol). Jimmy se pare că nu a trăit în Orasul Suferentei de foarte mult timp, așa cum se arată în câteva episoade, de exemplu, el nu știe despre hibernare în "Eu Sunt Jimmy" sau nu au știut definiția "pământ" în Orasul Suferentei (literalmente înseamnă a fi îngropat la cap în nisip și / sau murdărie).
El detine un caine de companie / monstru numit Cerbee, a cărui comportare este foarte asemănătoare cu cea a câinilor regulate (de fapt, personajele se referă întotdeauna la Cerbee ca un câine). Jimmy a trăit undeva în afară de Orasul Suferentei și cumva terminat acolo printr-o serie de evenimente, așa cum el menționează zăpadă la Beezy și Heloise, ambii sunt clueless despre ea, așa cum niciodată nu a nins în Orasul Suferentei înainte. Casa lui Jimmy este între lui Beezy si lui Heloise. El nu pare să meargă la școală. Sloganul lui este "Jimmy, tu geniu nebun!", Pe care de multe ori el spune că atunci când el are o idee. Părinții lui Jimmy și Heloise lui nu sunt menționate în spectacol și nu apar, de asemenea. El este un fan al "Curge și sângerări nazale."

### Beenzy J. Atroce (Beezy J. Heinous)
Unul dintre cei mai buni prieteni lui Jimmy. O, monstru gigant, roșu-diavol ca care poarta o pereche de pantaloni scurți maro. El este clasificat ca egocentric și fiul nici o idee, leneș, adolescenta a Lucius atroce al șaptelea. Arată oarecum ca și tatăl său, dar este mult mai mare și are o coadă. El este unul dintre monștrii mari în Orasul Suferentei, dar se arată în "Cea Mai Buna Farsa", care, nu numai un an în urmă, el a fost aceeași înălțime ca și Lucius și Samy. Beezy a fost cunoscut de a juca tastatură electric în "SpewTube" și "O Zi Racoroasa în Orasul suferintei".
El ar atârna mai degrabă cu Jimmy și Heloise decât răspândirea mizerie, spre uimirea tatălui său. Lucius este uneori jenat că el este legat de el, pentru că acest lucru, acestea au o relație înstrăinat. El este frecvent văzut întins pe o canapea, chiar în aer liber, și utilizează în mod constant expresia "Nu ești!" ca o revenire, chiar dacă aceasta nu face sens. În sezonul 2, Beezy nouă fază este "arde!" la fiecare insultă. Jimmy are de obicei să se hrănească-l doar pentru a obține ajutorul lui. Beezy nu-i place exact Heloise și de multe ori a incercat să joace feste pe ei, dar ei arunca în aer, de obicei, în fața lui. Beezy și Heloise de multe ori lupta cu privire la cine este cel mai bun prieten lui Jimmy, Heloise este întotdeauna teasing el și numindu-l Sir Noduli-a-Lot ca o poreclă. În "intodeauna Cineva Sughite", Heloise ruleaza accidental în Beezy, ceea ce duce la ele saruta accidental reciproc (ceva ce amândoi urât). Unele dintre trasaturile Beezy cât mai negative s-au prezentat în "Jimmy Petitorul", cum ar fi obtinerea unui copil să-și radă spate, iar lins partea din spate a unui străin aleatoare (care, la rândul său, a fost lins un zid de cărămidă). Beezy are, de asemenea, o prietenă pe nume Saffi care la pus pe Jimmy cu in 'Jimmy Petitorul ", ci în" Ea mă iubește ", Beezy sa despărțit de ea. El a arătat, de asemenea, că el urăște ideea de ei, datând de altcineva așa cum se vede în "Butley Did It". El este în mod constant mananca, de dormit sau vorbind la telefonul mobil. El urăște băi și pizza crusta. El este de asemenea cunoscut să fac pipi Ședința a fost prezentată la "Marele Val". De asemenea, el îi place să se flata. În episodul "The Great Fairy Horn", a fost dezvăluit faptul că "J." în numele său vine de la JoJo.
Se pare că a conduce un fel de afacere el numește "Beezy Talent Agency". Carte sa constă dintr-un tablou prost făcut de el însuși cu o imprimare smoching inregistrat pe ea și mâzgălite pe păr cu un marker. El este, aparent, singurul atroce nu numit Lucius. Când pansament pentru un eveniment formal, el adaugă un guler alb cu un papion negru și manșete albe pentru hainele regulat. Identitatea lui super-erou este Spaghetti Beezy, unde el pur și simplu crams o oală de spaghete peste cap. Beezy foloseste său nociv usturoi respirația ca superputere lui. Beezy asemenea trăiește în ceea ce arata ca garajul tatălui său lângă casa lui Jimmy și conacul tatălui său. Atât Beezy și casele tatălui său arăta ca cranii. Mama lui nu a fost niciodată menționat. El este un fan al "Curge și sângerări nazale". Numele lui este probabil derivat din Belzebut.

### Heloise
O fată mică, distructiv și super inteligent și unul dintre cei mai buni prieteni lui Jimmy. Ea este văzută ca un geniu rău care se bucură de răspândire haos oriunde merge, deși ea are aspectul de o fetiță diminutiv, fermecător cu părul blond-mare luminat și ochi albastru închis. Ea este adesea văzută purtând o rochie maro, indiferent de locație, și a fost văzut ocazional ochelari sau nuante. De obicei poarta părul într-o coadă de cal, și ea are o cicatrice pe frunte, care este în mare parte acoperit de părul ei. Se arată că ea are picioare în "Marele Secret A Lui Heloise" și forma de picioarele ei este prezentat pe scurt în "Minunat Trio", dar toate tinutele ei sunt full-length și să ajungă la sol, astfel încât acestea au într-adevăr niciodată fost văzut. Cu toate acestea, ea nu purta pantaloni și pantofi în episodul "Ceva despre Herman", așa că a fost dovedit că are picioare. Ea se pare că nu merge la școală, în schimb ea lucreaza pentru Lucius ca șef de cercetare și dezvoltare la Fabrica Suferinta. Misiunea ei este de a crea produse care induce disperare pentru companie. Ori de câte ori ea încearcă să explice științific inventii ei / planuri de Jimmy și Beezy ea are, de obicei pentru a da o versiune prost-jos a ideii astfel încât să poată înțelege.
Ea are sentimente, dovedite prin zdrobi-o pe Jimmy. În "condensate" are un altar dedicat lui Jimmy într-o cameră mică ascuns în spatele unui dulap care a fost "găsit" de alte personaje. Altar ei apare din nou în "Animalul Rocky" (doar de data aceasta e in spatele semineului). Ea are un temperament violent. Ea are o pasiune pentru Jimmy, dar nu-i pasă special pentru Beezy, tolerarea lui (abia) în principal din cauza pasiunea ei pentru Jimmy. Heloise încearcă în mod constant pentru a face sentimentele ei către Jimmy cunoscut, dar el doar nu primi mesajul. În "Bug Racing" Cu toate acestea, ea se întreabă de ce ea îl place (spus Edward Kay că bunele atac naturii lui Jimmy la ultimul urmă de umanitate în ei). Ea este, de asemenea, dovedit a fi deranjat la naivitate constant lui Jimmy la problemele evidente. În "Multi Ani Lucius" ea pare foarte fericit și mândru de Jimmy pentru a fi medie la Lucius. Una dintre liniile sale cele mai comune este "Nu te coarnele într-un poftă de mâncare", o expresie a juca de multe ori atunci când se ocupă cu Lucius. În "O Zi Racoroasa în Orasul suferintei" Heloise jucat la tobe in timp ce canta cu Jimmy și Beezy.
Ea a arătat invidios de alte fete care atât de mult ca vin în contact cu Jimmy. Odată, ea a crezut Jez și Jimmy au fost intalniri când într-adevăr a fost doar încercarea de a ajuta Lucius. Ea dovedit a fi singurul personaj care nu este speriat de weavils. Vârsta ei este neclară; ea este considerabil mai mic decât Jimmy, dar ea este hiper-inteligent si are un loc de muncă. Se presupune că ea ar putea fi în jurul valorii de 15, de aceeași vârstă ca și Jimmy și Beezy (Edward Kay a spus că e mai în vârstă decât ea arată totuși). Ea nu se angajeze în orice activitate "normală" care ar putea indica varsta ei, deși ea a fost numit "fetita" de câteva persoane (inclusiv Jimmy), care, de obicei, sa încheiat cu ei de asistent chiar. Fiind frumos este imposibil pentru ea, indiferent cât de greu a încercat, pentru că alături de ea rău pune mereu peste. Ea este, în general, în cel mai bun dispoziție ei dacă ea este a petrece timp cu Jimmy, mai ales dacă acestea sunt singuri; cu toate acestea ea poate pierde rapid calmul ei dacă cineva pătrunde, în cazul în care Jimmy nu ridica pe afectiuni ei, sau ceva care deranjează ei apare la toate. Pare a fi o viață rezident de Orasul Suferentei, așa cum ea este complet nici o idee atunci când Jimmy menționează zăpadă. Se arată că aproximativ toată lumea în Orasul Suferentei cred că e înfricoșător. Identitatea ei super-erou în "Minunat Trio" este Trouble Fata Bubble, cum care ea Dons o rochie roz, pune un balon deasupra capului ei, apoi ei roz păr, și plutește pe un nor de bule. Super puteri ei este de a lansa bule care explodează la dușmani ei. Se arată că Heloise va face tot ce este nevoie provoca mizerie, mai ales atunci când vine vorba de Beezy și Lucius. Singura persoană încearcă vreodată să ajute este Jimmy. Heloise locuiește alături de Jimmy, o casă cu două etaje, cu un grătar în curtea din spate. Ea dovedit a avea emisiune fantomă și ea va "jart" orice fantome care ea vede. Ea este un fan al "Curge și sângerări nazale".

### Lucius cel atroce al VII-lea
Conducătorul tiranic de Orasul Suferintei. El seamănă cu o creatură, diavolul ca având pielea de culoare roșie și coarne, și este de asemenea tatăl Beezy J. Atroce. El are o mare dispreț pentru dușmanul lui Jimmy, din cauza atitudinii sale fericit și entuziast care de multe ori, de obicei, folii parcele sale de a face orașul mai mult mizerabil (pe care el ia o mare bucurie în a face). El seamănă cu personajul negativ stereotipe ca el este rece, răuvoitor, narcisist, și auto-servire. Lucius pare să creadă în căutarea brut sau miros rău este un lucru bun și în "Clovnii Au Inebunit" se arată că deține o pereche de lenjerie de corp, care a spala doar o dată la 6 luni. În "Jimmy În Casa Mare" Lucius este dovedit a fi judecător și juriu în Orasul Suferintei.
Beezy, fiul său, revoltă împotriva dorințelor sale, pe care el dă vina pe Jimmy pentru. Lucius are, de asemenea, o prietenă pe nume Jez. El are, de asemenea, un tată pe care îl păstrează congelate (împreună cu strămoșii săi înapoi la Lucius I). A avut o copilărie nefericită și are flashback-uri dureroase despre cum tatăl său a fost crud cu el care ar explica amărăciune lui. E un idiot atunci când vine vorba de a face idei noi, mizerabile și se bazează în totalitate pe invențiile Heloise lui. Care el a fost cunoscut de inevitabil reușește credit pentru; dar dacă ceva nu merge bine, el vina Heloise. Cu toate acestea, în "intodeauna Cineva Sughite", a proiecta un dinozaur care terorizează copiii. Vârsta lui exact nu este dat, el este de cel puțin patru sute de ani, așa cum a spus el în "O Sarbatoare A Cornului Cu Ghinion", care a fost cât de mult a durat coarnele lui să crească, de asemenea, în "Atroce vs Clovni", spune Lucius că el este "abia 700 ani vechime." Lucius extrem displace de weavils, (ca Beezy are, de asemenea, o ură față de weavils, un lucru el are în comun cu Lucius), în special Reggie lor conducător pentru că a furat iepure sa umplut numit "Coochie lung urechi". El este de asemenea foarte scurt și este egocentric care face parte dintr-un complex Napoleon. Numele lui este derivat din numele Lucifer.

### Samy
Asistent Lucius lui care are vise de celebritate și faima. El este destul de timid, sensibil și slab și este adesea abuzat verbal de către șeful său. El seamănă cu un scurt, creatură spiriduș. În "Rudele" este dezvăluit faptul că el a lucrat, de asemenea, pentru tatăl Lucius ", Lucius Atroce VI timp de cel puțin 87 ani. El este, de obicei atribuit facă locuri de muncă mai dezgustătoare sau periculoase. El vorbește cu o lisp lateral. Când Samy găzduiește un eveniment poartă o perucă neagră, costum roșu și folosește marioneta lui ventriloc Humphrey von Sidekick. Se arată în repetate rânduri că el visează activ de firmamentului. De asemenea, este prezentată în "Hearts Misery", că el este un scriitor best-seller. El displace Jimmy, Beezy și Heloise, dar le pot tolera mai mult de Lucius. Samy este prezentat de dormit la sfârșitul patul Lucius din "Sarutul Fantomei", ceea ce ar putea însemna că nu deține o casă. In "Terrific Trio" Samy sa enervat la Lucius și transformat într-o bestie până Jimmy, Beezy, iar Heloise au devenit eroi să-l salveze. Numele lui este probabil derivat din Samael. El nu are încă o prietena sau zdrobi în spectacol.

### Cerbee
Animale de companie loial dar obraznic lui Jimmy. El este un monstru câine asemănător verde, care ar trebui să semene cu un cap de Cerberus (de unde și numele). Îi place să mănânce nimic. În "Monstrul Idiot", el este dovedit a avea o mulțime de energie atunci când Heloise șutează de mai multe tranchilizante în el și nu prezintă semne de a fi obosit (Energia lui ar putea, de asemenea, explica de ce el nu a hibernare în "Eu Sunt Jimmy"). Cerbee nu pare să-i placă Samy și Beezy foarte mult (de obicei musca sau chiar mananca-le), dar el pare să vrea Heloise și Lucius. În "bataia Celor Mai Buni Prieteni" el are o casă de câine care (la fel ca multe alte case din Orasul Suferintei) este mai mare in interior decât la exterior. Numele lui este probabil derivat din Cerberus.

### Jez
Prietena lui Lucius care seamănă cu o creatură antropomorf-pisică cum ar fi înalt, albastru care are nasul interschimbabile. Ea este foarte egoist și răsfățat, și de multe ori sparge sau amenință să te desparți cu Lucius dacă acesta nu a reușit să-i (un act care este aproape imposibil ca ea este dovedit a fi foarte pretentios) a te. Locuiește într-un conac alb si are un câine pe nume Jasmin, care a căzut o dată în dragoste cu câinele lui Jimmy, Cerbee. Numele ei este probabil derivat din Izabela.

### Saffy
Prietena Beezy lui. Un portocaliu, cu un singur ochi,-monstru ca creatura cu o personalitate simplu și sălbatic. De obicei nu spune multe cuvinte în afară de "zdrobi" și "iaurt", însă ea poate vorbi. Ea are o ură de statui și va distruge orice care vede. De fapt, singura frază a vorbit în "Jimmy Petitorul" a fost clar, "Nu, eu doar urăsc statui." În "Butley Did It", ea a declarat de asemenea "disonant, disonant" de mai multe ori. De asemenea, în "Casatoria Cu Un Animalut Weavil", spune ea, "nu mă deranjează", atunci când Beezy se căsătorește weavil printesa, implicând în timp ce ea face dragoste Beezy, deși ea într-adevăr nu înțelege conceptul de cuvântul "prietena". Acest lucru este implicat mai mult în episodul "She Loves Me", atunci când Beezy sparge cu ei încă nu pare ea să înțeleagă și simplu chicotește și sare în sus și în jos cu bucurie. Și în "Catalogul suferintei", ea se pune sub semnul întrebării de ce ea este atât de nebun.

### Dorkus
El este o creatură mică pal cu părul șaten și este asistent Heloise lui. Poartă o ochelari-un obiectiv (el are doar un ochi) și un costum. El pare a fi un inventator, cu excepția produselor sale nu sunt aproape la fel de practic ca a lui Heloise. În "Super caracatita Si Beezy Spaghetti" se arată că Heloise are un dulap plin cu mai multe duplicate ale lui, care ar putea însemna orice Dorkus care pare să nu fie același cu cel de la un episod anterior. În "Heloise Schmeloise," se arată că Dorkus poate fi foarte nesigure și leneș ca un asistent.